# 39 Водолея
39 Водолея (лат. 39 Aquarii, HD 210705) — одиночная звезда в созвездии Водолея на расстоянии приблизительно 145 световых лет (около 44 парсеков) от Солнца. Видимая звёздная величина звезды — +6,043m. Возраст звезды оценивается как около 1,8 млрд лет.

## Характеристики
39 Водолея — жёлто-белая звезда спектрального класса F0V. Масса — около 1,35 солнечной, радиус — около 1,79 солнечного, светимость — около 6,109 солнечных. Эффективная температура — около 6820 К.